# Martin Haab
Martin Haab (Mettmenstetten, 3 maggio 1962) è un agricoltore e politico svizzero dell'Unione Democratica di Centro (UDC). Dal 2019 è membro del Consiglio nazionale per il Canton Zurigo.

## Biografia
Divenne Consigliere nazionale per il Canton Zurigo nel giugno 2019, subentrando alla collega di partito Natalie Rickli eletta al Consiglio di Stato zurighese. Venne riconfermato alle elezioni federali del 2019 con 109 995 preferenze, l'undicesimo candidato più votato del cantone. Anche alle elezioni federali del 2023 venne rieletto risultando il nono più votato con 121 446 preferenze. È presidente dell'Unione zurighese dei contadini (Zürcher Bauernverband).